# Bürersteig
Der Bürersteig ist ein Schweizer Pass im Kanton Aargau, der mit seiner Hauptachse Etzgen (Mettauertal) am Rhein mit Stilli an der Aare verbindet. Er ist auch eine Kreuzung und Teil der Sperrstelle Bürersteig. Als Nebenachse werden Koblenz am Rhein und Effingen (Böztal) verbunden.
Auf der Passhöhe steht der Infanteriebunker A 3902 der Sperrstelle Bürersteig aus dem Zweiten Weltkrieg.
Der Bürersteig liegt am Fricktaler Höhenweg.